# Barry Sharpless
Karl Barry Sharpless (Filadélfia, 28 de abril de 1941) é um químico estadunidense. Doutorou-se em química em 1968 na Universidade Stanford. Desde 1990 é professor de química no Scripps Research Institute de La Jolla (Estados Unidos).
Recebeu o Nobel de Química de 2001, por catalisar moléculas quirais por oxidação. O prêmio foi compartilhado com William Standish Knowles e Ryoji Noyori pelo mesmo êxito, entretanto obtido por hidrogenação. Ele também foi laureado com o Nobel de Química de 2022, juntamente com Carolyn Bertozzi e Morten Meldal, "pelo desenvolvimento da química do clique e da química bioortogonal".
Com o Nobel recebido em 2022, entrou na seleta lista de cinco indivíduos laureados com o Nobel por duas vezes.

## Infância e educação
Sharpless nasceu em 28 de abril de 1941, na Filadélfia, Pensilvânia. Sua infância foi cheia de verões em sua casa de família no rio Manasquan, em Nova Jersei. Foi aqui que Sharpless desenvolveu um amor pela pesca que continuaria por toda a vida, passando os verões na faculdade trabalhando em barcos de pesca. Ele se formou na Friends' Central School em 1959, e continuou seus estudos no Dartmouth College, ganhando um A.B. em 1963. Sharpless originalmente planejava frequentar a faculdade de medicina após sua graduação, mas seu professor de pesquisa o convenceu a continuar sua educação em química. Ele obteve seu PhD em Química Orgânica da Universidade Stanford em 1968, sob orientação de Eugene van Tamelen. Ele continuou o trabalho de pós-doutorado na Universidade de Stanford (1968-1969) com James P. Collman, trabalhando em química organometálica. Sharpless então mudou-se para a Universidade Harvard (1969–1970), estudando enzimologia no laboratório de Konrad E. Bloch.

## Carreia acadêmica
Sharpless foi professor do Instituto de Tecnologia de Massachusetts (MIT; 1970–1977, 1980–1990) e da Universidade Stanford (1977–1980). Enquanto estava em Stanford, Sharpless descobriu a epoxidação assimétrica de Sharpless. Este produto químico é um feromônio de mariposa-cigana e foi usado por Sharpless para realizar demonstrações que mostraram a eficácia da reação depois que ele retornou ao MIT. Ele ocupou o cargo de professor W. M. Keck em química no The Scripps Research Institute desde 1990.

## Pesquisa
Sharpless desenvolveu reações de oxidação estereose-coletivas, e mostrou que a formação de um inibidor com potência femtomolar pode ser catalisada pela enzima acetilcolinesterase, começando com uma azida e uma alquina. Ele descobriu várias reações químicas que transformaram a síntese assimétrica da ficção científica para a relativamente rotineira, incluindo a aminohidroxilação, a diidroxilação e a epoxidação assimétrica Sharpless.
Em 2001 ele foi laureado com o Prêmio Nobel de Química por seu trabalho sobre reações de oxidação catalisadas quiricamente (epoxidação sem afiação, di-hidroxilação assimétrica sem afiação, oxiaminação sem afiação). Ele dividiu a premiação com William Standish Knowles e Ryōji Noyori (por seu trabalho sobre a hidrogenação estereosseletiva).
Seu grupo também epoxidou com sucesso (usando ácido tartárico racémico) uma bola C-86 Buckminster Fulereno, empregando p-Cresol como solvente. O termo "química do clique" foi cunhado por Sharpless em 1998, e foi descrito pela primeira vez completamente por Sharpless, Hartmuth Kolb e M.G. Finn no The Scripps Research Institute em 2001. Isto envolve um conjunto de reações altamente seletivas e exotérmicas que ocorrem sob condições suaves; o exemplo mais bem sucedido é a adição cíclica de azida alquídica Huisgen para formar 1,2,3-triazóis.
Desde 2022, Sharpless tem um índice h de 180 de acordo com o Google Scholar e de 124 de acordo com Scopus.

## Prêmios e títulos honorários
Sharpless é duas vezes ganhador do Prêmio Nobel. Sharpless é ganhador do Prêmio Nobel de Química de 2001 e 2022 por seu trabalho sobre "reações de oxidação catalisadas por círis" e "química do clique", respectivamente. Com o Nobel recebido em 2022, entrou na seleta lista de cinco indivíduos laureados com o Nobel por duas vezes: Barry Sharpless (Nobel de Química), John Bardeen (Nobel de Física), Frederick Sanger (Nobel de Química), Marie Curie (Física e Química) e Linus Pauling (Química e Paz).
Em 2019, Sharpless recebeu a Medalha Priestley, a mais alta honraria da American Chemical Society, pela "invenção de métodos de oxidação catalíticos e assimétricos, o conceito de química do clique e o desenvolvimento da versão catalisada de cobre da reação de ciclone de azida e acetileno".
Ele é Professor Universitário Distinto da Universidade de Quiuxu. Ele possui títulos honorários do KTH Royal Institute of Technology (1995), Universidade Técnica de Munique (1995), Universidade Católica de Louvain (UCLouvain) (1996) e Universidade Wesleyan (1999).

## Vida pessoal
Sharpless casou-se com Jan Dueser em 1965 e eles têm três filhos. Ele ficou cego de um olho durante um acidente de laboratório em 1970, quando um tubo de RMN explodiu, pouco depois de ele chegar ao MIT como professor assistente. Após este acidente, Sharpless enfatiza que "simplesmente nunca há uma desculpa adequada para não usar óculos de segurança no laboratório o tempo todo."